# Ehrhardt (Carolina del Sud)
Ehrhardt és una població dels Estats Units a l'estat de Carolina del Sud. Segons el cens del 2000 tenia 614 habitants.

## Demografia
Segons el cens del 2000, Ehrhardt tenia 614 habitants, 253 habitatges i 154 famílies. La densitat de població era de 74,5 habitants/km².
Dels 253 habitatges en un 23,3% hi vivien nens de menys de 18 anys, en un 42,3% hi vivien parelles casades, en un 15% dones solteres, i en un 39,1% no eren unitats familiars. En el 36% dels habitatges hi vivien persones soles el 17% de les quals corresponia a persones de 65 anys o més que vivien soles. El nombre mitjà de persones vivint en cada habitatge era de 2,4 i el nombre mitjà de persones que vivien en cada família era de 3,15.
Per edats la població es repartia de la següent manera: un 24,1% tenia menys de 18 anys, un 5,9% entre 18 i 24, un 21,2% entre 25 i 44, un 30,1% de 45 a 60 i un 18,7% 65 anys o més.
L'edat mediana era de 44 anys. Per cada 100 dones de 18 o més anys hi havia 76,5 homes.
La renda mediana per habitatge era de 22.813 $ i la renda mediana per família de 41.250 $. Els homes tenien una renda mediana de 31.875 $ mentre que les dones 21.250 $. La renda per capita de la població era de 15.874 $. Entorn del 17% de les famílies i el 22,7% de la població estaven per davall del llindar de pobresa.

## Poblacions més properes
El següent diagrama mostra les poblacions més properes.